# Pearl Jam 2006 World Tour
Pearl Jam 2006 World Tour – jedenasta trasa koncertowa grupy muzycznej Pearl Jam, w jej trakcie odbyły się siedemdziesiąt trzy koncerty.

## Program koncertów

### Utwory Pearl Jam
1. „1/2 Full”
2. „Alive”
3. „All or None”
4. „Alone”
5. „Animal”
6. „Army Reserve”
7. „Around the Bed”
8. „Bee Girl”
9. „Better Man”
10. „Big Wave”
11. „Black”
12. „Blood”
13. „Brain of J.”
14. „Breakerfall”
15. „Breath”
16. „Bu$hleauger”
17. „Can’t Keep”
18. „Comatose”
19. „Come Back”
20. „Corduroy”
21. „Daughter”
22. „Dead Man”
23. „Dirty Frank”
24. „Dissident”
25. „Do the Evolution”
26. „Don’t Gimme No Lip”
27. „Down”
28. „Drifting”
29. „Education”
30. „Elderly Woman Behind the Counter”
31. „Even Flow”
32. „Faithfull”
33. „Fatal”
34. „Footsteps”
35. „Garden”
36. „Given to Fly”
37. „Glorifield G”
38. „Go”
39. „God’s Dice”
40. „Gone”
41. „Green Disease”
42. „Grievance”
43. „Hail, Hail”
44. „Hard to Imagine”
45. „I Am Mine”
46. „I Got Id”
47. „I’m Open” (fragment)
48. „Immortality”
49. „In Hiding”
50. „In My Tree”
51. „Indifference”
52. „Inside Job”
53. „Insignificance”
54. „Jeremy”
55. „Last Exit”
56. „Leash”
57. „Leatherman”
58. „Life Wasted”
59. „Light Years”
60. „Long Road”
61. „Love Boat Captain”
62. „Low Light”
63. „Lukin”
64. „Man of the Hour”
65. „Marker in the Sand”
66. „MFC”
67. „Not for You”
68. „Nothing as it Seems”
69. „Nothingman”
70. „Oceans”
71. „Off the Girl”
72. „Off He Goes”
73. „Once”
74. „Parachutes”
75. „Parting Ways”
76. „Porch”
77. „Present Tense”
78. „Rats”
79. „Rearviewmirror”
80. „Red Mosquito”
81. „Release”
82. „Sad”
83. „Satan’s Bed”
84. „Save You”
85. „Severend Hand”
86. „Sleight of Hand”
87. „Smile”
88. „Sometimes”
89. „Soon Forget”
90. „Spin the Black Circle”
91. „State of Love and Trust”
92. „Thin Air”
93. „Thumbing My Way”
94. „Tremor Christ”
95. „U”
96. „Undone”
97. „Unemployable”
98. „Untitled”
99. „W.M.A. (fragment)
100. „Wash”
101. „Wasted Reprise”
102. „Whipping”
103. „Why Go”
104. „Wishlist”
105. „World Wide Suicide”
106. „Yellow Ledbetter”
107. „You Are”
108. „You’re True”

### Covery innych wykonawców
1. „All Along the Watchtower” (Bob Dylan/Jimi Hendrix)
2. „American Girl” (Tom Petty)
3. „American in Me” (The Avengers)
4. „Androgynous Mind” (Sonic Youth) (fragment)
5. „Another Brick in the Wall” (Pink Floyd) (fragment)
6. „Atomic Dog” (George Clinton) (fragment)
7. „Baba O’Riley (The Who)
8. „Baby, Please Don’t Go” (Big Joe Williams) (fragment)
9. „Beast of Burden” (The Rolling Stones) (fragment)
10. „Beds Are Burning” (Midnight Oil) (fragment)
11. „Blitzkrieg Pop” (Ramones) (fragment)
12. „The Boys Are Back in Town” (Thin Lizzy)
13. „Check on It” (Beyoncé Knowles) (fragment)
14. „Cinnamon Girl” (Neil Young) (fragment)
15. „Crazy Mary” (Victoria Williams)
16. „Crown of Thorns” (Mother Love Bone)
17. „Don’t Be Shy” (Cat Stevens)
18. „Forever Young” (Bob Dylan)
19. „Fortunate Son” (Creedence Clearwater Revival)
20. „Fuckin’ Up” (Neil Young)
21. „Gimme Some Truth” (John Lennon)
22. „Good Woman” (Cat Power) (fragment)
23. „Happy Birthday” (melodia tradycyjna)
24. „Harvest Moon” (Neil Young)
25. „Hawai’i 78" (Israel Kamakawiwoʻole)
26. „Here’s to State of Mississippi” (Phil Ochs)
27. „Hunger Strike” (Temple of the Dog)
28. „I Believe in Miracles” (Ramones)
29. „I Can’t Explain” (The Who)
30. „I Got You” (Split Enz)
31. „I Must Not Think Bad Thoughts” (X)
32. „I Won’t Back Down” (Tom Petty)
33. „Interstellar Overderive” (Pink Floyd) (fragment)
34. „It Makes No Difference” (The Band)
35. „It’s OK” (Dead Moob) (fragment)
36. „Kick Out the James” (MC5)
37. „The Kids Are Alright” (The Who)
38. „Last Kiss” (Wayne Cochran)
39. „Leaving Here” (Edward Holland Jr.)
40. „Little Sister” (Elvis Presley)
41. „Little Wing” (Jimi Hendrix)
42. „Masters of War” (Bob Dylan)
43. „Modern Girl” (Sleater-Kinney) (fragment)
44. „Mother” (John Lennon i Plastic Ono Band) (fragment)
45. „My Sharona” (The Knack) (fragment)
46. „No Woman, No Cry” (Bob Marley) (fragment)
47. „Picture in a Frame” (Tom Waits)
48. „Rainy Day Women No. 12 & 35" (Bob Dylan)
49. „Rockin’ in the Free World” (Neil Young)
50. „Romanza” (nieznany artysta) (fragment)
51. „Ruby Tuesday” (The Rolling Stones) (fragment)
52. „Save it for Later” (The Beat)
53. „So Lonely” (The Police) (fragment)
54. „So You Want to Be a Rock ’n’ Roll Stars” (The Byrds)
55. „A Sort of Homecoming” (U2) (fragment)
56. „The Star-Spangled Banner” (Francis Scott Key i John Stafford Smith)
57. „Throw Your Arms Around Me” (Hunters & Collectors)
58. „Throw Your Hatred Down” (Neil Young)
59. „Today Your Love, Tomorrow the World” (Ramones) (fragment)
60. „The Waiting” (Tom Petty)
61. „Waiting on a Friend” (The Rolling Stones)
62. „Walking the Cow” (Daniel Johnston)
63. „War” (Edwin Starr) (fragment)
64. „With On My Two Hands” (Ben Harper) (fragment)
65. „You’ve Got To Hide Your Love Away” (The Beatles)

## Lista koncertów

### Koncerty wstępne
1. 20 kwietnia 2006 – Londyn, Anglia – London Astoria
2. 5 maja 2006 – New York City, Nowy Jork, USA – Irving Plaza

### Ameryka Północna – część 1
1. 9 maja 2006 – Toronto, Kanada – Air Canada Centre
2. 10 maja 2006 – Toronto, Kanada – Air Canada Centre
3. 12 maja 2006 – Albany, Nowy Jork – Pepsi Arena
4. 13 maja 2006 – Hartford, Connecticut – New England Dodge Music Center
5. 16 maja 2006 – Chicago, Illinois – United Center
6. 17 maja 2006 – Chicago, Illinois – United Center
7. 19 maja 2006 – Grand Rapids, Michigan – Van Andel Arena
8. 20 maja 2006 – Cleveland, Ohio – Quicken Loans Arena
9. 22 maja 2006 – Auburn Hills, Michigan – The Palace of Auburn Hills
10. 24 maja 2006 – Boston, Massachusetts – TD Banknorth Garden
11. 25 maja 2006 – Boston, Massachusetts – TD Banknorth Garden
12. 27 maja 2006 – Camden, New Jersey – Tweeter Center at the Waterfront
13. 28 maja 2006 – Camden, New Jersey – Tweeter Center at the Waterfront
14. 30 maja 2006 – Waszyngton – MCI Center
15. 1 czerwca 2006 – East Rutherford, New Jersey – Continental Airlines Arena
16. 3 czerwca 2006 – East Rutherford, New Jersey – Continental Airlines Arena

### Ameryka Północna – część 2
1. 23 czerwca 2006 – Pittsburgh, Pensylwania – Mellon Arena
2. 24 czerwca 2006 – Cincinnati, Ohio – U.S. Bank Arena
3. 26 czerwca 2006 – Saint Paul, Minnesota – Xcel Energy Center
4. 27 czerwca 2006 – Saint Paul, Minnesota – Xcel Energy Center
5. 29 czerwca 2006 – Milwaukee, Wisconsin – Summerfest w Henry Maier Festival Park
6. 30 czerwca 2006 – Milwaukee, Wisconsin – Summerfest w Henry Maier Festival Park
7. 2 lipca 2006 – Denver, Kolorado – Pepsi Center
8. 3 lipca 2006 – Denver, Kolorado – Pepsi Center
9. 6 lipca 2006 – Las Vegas, Nevada – MGM Grand Arena
10. 7 lipca 2006 – San Diego, Kalifornia – Cox Arena
11. 9 lipca 2006 – Inglewood, Kalifornia – Kia Forum
12. 10 lipca 2006 – Inglewood, Kalifornia – The Forum
13. 12 lipca 2006 – Hollywood, Kalifornia – Henry Fonda Theater
14. 13 lipca 2006 – Santa Barbara, Kalifornia – Santa Barbara Bowl
15. 15 lipca 2006 – San Francisco, Kalifornia – Bill Graham Civic Auditorium
16. 16 lipca 2006 – San Francisco, Kalifornia – Bill Graham Civic Auditorium
17. 18 lipca 2006 – San Francisco, Kalifornia – Bill Graham Civic Auditorium
18. 20 lipca 2006 – Portland, Oregon – Arlene Schnitzer Concert Hall
19. 22 lipca 2006 – George, Waszyngton – The Gorge Amphitheatre
20. 23 lipca 2006 – George, Waszyngton – The Gorge Amphitheatre

### Europa
1. 23 sierpnia 2006 – Dublin, Irlandia – The Point
2. 25 sierpnia 2006 – Leeds, Anglia – Leeds Festival
3. 27 sierpnia 2006 – Reading, Anglia – Reading Festival
4. 29 sierpnia 2006 – Arnhem, Holandia – GelreDome
5. 30 sierpnia 2006 – Antwerpia, Belgia – Sportpaleis
6. 1 września 2006 – Barcelona, Hiszpania – Pavello Olimpic de Badalona
7. 2 września 2006 – Vitoria, Hiszpania – Azkena Rock Festival
8. 4 września 2006 – Lizbona, Portugalia – Pavilhão Atlântico
9. 5 września 2006 – Lizbona, Portugalia – Pavilhão Atlântico
10. 7 września 2006 – Madryt, Hiszpania – Palacio de Deportes
11. 9 września 2006 – Marsylia, Francja – Le Dôme de Marseille
12. 11 września 2006 – Paryż, Francja – Bercy
13. 13 września 2006 – Berno, Szwajcaria – Bern Arena
14. 14 września 2006 – Bolonia, Włochy – PalaMalaguti
15. 16 września 2006 – Werona, Włochy – Arena di Verona
16. 17 września 2006 – Mediolan, Włochy – Forum
17. 19 września 2006 – Turyn, Włochy – Palaisozaki
18. 20 września 2006 – Pistoia, Włochy – Duomo Square
19. 22 września 2006 – Praga, Czechy – Sazka Arena
20. 23 września 2006 – Berlin, Niemcy – Wuhlheide
21. 25 września 2006 – Wiedeń, Austria – Stadthalle
22. 26 września 2006 – Zagrzeb, Chorwacja – Dom sportova
23. 30 września 2006 – Ateny, Grecja – OAKA Sports Hall

### Australia i Oceania
1. 7 listopada 2006 – Sydney, Australia – Acer Arena
2. 8 listopada 2006 – Sydney, Australia – Acer Arena
3. 10 listopada 2006 – Brisbane, Australia – Entertainment Centre
4. 11 listopada 2006 – Brisbane, Australia – Entertainment Centre
5. 13 listopada 2006 – Melbourne, Australia – Rod Laver Arena
6. 14 listopada 2006 – Melbourne, Australia – Rod Laver Arena
7. 16 listopada 2006 – Melbourne, Australia – Rod Laver Arena
8. 18 listopada 2006 – Sydney, Australia – Acer Arena
9. 19 listopada 2006 – Newcastle, Australia – Entertainment Centre
10. 21 listopada 2006 – Adelaide, Australia – Entertainment Centre
11. 22 listopada 2006 – Adelaide, Australia – Entertainment Centre
12. 25 listopada 2006 – Perth, Australia – Subiaco Oval
13. 2 grudnia 2006 – Honolulu, Hawaje – Neal S. Blaisdell Centre
14. 9 grudnia 2006 – Honolulu, Hawaje – Neal S. Blaisdell Centre

## Muzycy
- Eddie Vedder – wokal prowadzący, gitara elektryczna
- Stone Gossard – gitara prowadząca i rytmiczna
- Mike McReady – gitara prowadząca
- Jeff Ament – gitara basowa
- Matt Cameron – perkusja
- Boom Gaspar – Hammond B3 i keyboardy (jako dodatkowy muzyk)

## ArtyścisupportującyPearl Jam
- The Black Keys
- David Cross
- Kings of Leon
- My Morning Jacket
- Paddy Cassey
- Robert Pollard
- Sleater-Kinney
- Sonic Youth
- Tarantula A.D.
- U2
- Wolfmother